# Showgirl Homecoming Live
Showgirl Homecoming Live es un álbum en vivo de la cantante pop australiana Kylie Minogue. Fue grabado durante la segunda noche del show de Minogue, Showgirl: Homecoming Tour en Sídney, Australia y fue lanzado por Parlophone el 8 de enero de 2007 en Europa. El álbum alcanzó el puesto siete en la lista de álbumes de Reino Unido y fue certificado "disco de plata". En el álbum se omite "Butterfly - Sandstorm Dub Interlude".

## Lista de canciones

### Disco 1
1. "Overture - The Showgirl Theme" – 2:44
2. "Better the Devil You Know" – 3:46
3. "In Your Eyes" – 3:06
4. "White Diamond" – 3:33
5. "On a Night Like This" – 4:30
6. "Shocked" / "What Do I Have to Do?" / "Spinning Around" – 8:22
7. "Temple Prequel" – 2:57
8. "Confide in Me" – 4:26
9. "Cowboy Style" – 3:29
10. "Finer Feelings" – 1:25
11. "Too Far" – 4:33
12. "Red Blooded Woman" / "Where the Wild Roses Grow" – 4:34
13. "Slow" – 4:39
14. "Kids" featuring Bono – 6:05

### Disco 2
1. "Rainbow Prequel" – 1:10
2. "Somewhere Over the Rainbow" – 2:43
3. "Come into My World" – 3:05
4. "Chocolate" – 2:45
5. "I Believe in You" – 3:28
6. "Dreams" / "When You Wish Upon a Star" – 3:56
7. "Burning Up" / "Vogue" – 3:21
8. "The Loco-Motion" – 4:43
9. "I Should Be So Lucky" / "The Only Way Is Up" – 3:26
10. "Hand on Your Heart" – 4:19
11. "Space Prequel" – 1:54
12. "Can't Get You out of My Head" – 3:55
13. "Light Years" / "Turn It into Love" – 8:13
14. "Especially for You" – 4:28
15. "Love at First Sight" - 6:35

## Listas
| Lista de Álbumes (2007) | Posición |
| ----------------------- | -------- |
| Australia               | 28       |
| Austria                 | 55       |
| Croacia                 | 6        |
| Francia                 | 113      |
| Polonia                 | 37       |
| R. Unido                | 7        |
| Suiza                   | 54       |

## Detalles del Lanzamiento
| País        | Fecha                | Discográfica       | Formato  | Catálogo   |
| ----------- | -------------------- | ------------------ | -------- | ---------- |
| Reino Unido | 8 de enero de 2007   | EMI                | CD Doble | 3853312    |
| Australia   | 3 de febrero de 2007 | Warner Music Group | CD Doble | 5101196872 |
| Japón       | 11 de junio de 2007  | Toshiba, EMI       | CD Doble |            |